# Ferdia Mac Anna
Ferdia Mac Anna (Dublino, 17 agosto 1955) è uno scrittore, regista e cantante irlandese.

## Biografia
Figlio di Tomás Mac Anna, nel 1977 ha studiato letteratura Anglo-Irlandese alla UCD. Negli anni ottanta si è fatto conoscere come cantante principale nelle band Gravediggers e Rhythm King con lo pseudonimo di Rocky de Valera. È sopravvissuto ad una emorragia e ad un cancro al cervello e ha descritto la sua lotta nei memoirs Bald Head: A Cancer Story del 1988 e The Last of the Bald Heads: A Memoir del 2004, uscito nuovamente nel 2006 con il nome The Rocky Years: The Story of an (Almost) Punk Legend. Il suo romanzo più celebre è L'ultimo re d'Irlanda (The Last of the High Kings) del 1991, da cui, nel 1996, è stato tratto il film L'ultimo dei grandi re con Gabriel Byrne e Jared Leto. Sono seguiti il parzialmente autobiografico The Ship Inspector del 1995 e il thriller Cartoon City del 2000. Inoltre è stato produttore e regista per la televisione RTÉ. Attualmente vive a Dublino.

## Opere

### Romanzi
- L'ultimo re d'Irlanda (The Last of the High Kings), Milano, Mondadori, 1993 - Traduzione di Ilva Tron
- The Ship Inspector
- Cartoon City

### Memoirs
- Bald Head: A Cancer Story
- The Last of the Bald Heads: A Memoir